# Tanaka Hidemitsu
Tanaka Hidemitsu (japanisch 田中 英光, Schriftstellerpseudonym: 出方名 英光, Dekatana Hidemitsu; * 1. Oktober 1913 in Tokio; † 3. November 1949) war ein japanischer Schriftsteller, der auch als Vertreter des Buraiha (無頼派) bekannt ist.

## Leben
Hidemitsu wurde als Sohn des aus Kōchi stammenden Historikers Iwasaki Kyōsen im Stadtteil Akasaka, Tokio geboren. Er wuchs in Kamakura auf, wo er auch zur Schule ging.
Er studierte Politik- und Wirtschaftswissenschaft an der Waseda-Universität. Während seiner Studienzeit nahm er als Ruderer im Achter an den Olympischen Sommerspielen in Los Angeles teil. Nach seinem Abschluss arbeitete er in der Firma Yokohama. 1937 heiratete er Kojima Kiyo (?) (小島 喜代). 1940 wurde Hidemitsu mit dem Iketani-Shinzaburō-Preis ausgezeichnet. Er zog 1944 mit seiner Familie nach Shizuoka, verließ jedoch Frau und Kind drei Jahre später, 1947, um in wilder Ehe in Shinjuku zu leben.
Er trat auf Betreiben seines Bruders in die Kommunistische Partei Japans ein. Die Erfahrungen mit dem Parteieintritt wie auch seine amourösen Erlebnisse in Shinjuku bilden den Hintergrund seines literarischen Schaffens. Er lernte Dazai Osamu kennen und wurde sein Schüler. Der Selbstmord Dazais schockierte Hidemitsu und die daran anschließende Tablettensucht veränderte seinen Charakter zusehends. Im Mai 1949 stach er im Wahn auf seine Geliebte ein, mit der er zusammenlebte. Im November 1949 beging er dann in Mitaka am Grabe Dazai Osamus Selbstmord.
Sein Sohn Tanaka Kōji ist ebenfalls Schriftsteller.

## Werke (Auswahl)
- 1940 Orinposu no kajitsu (オリンポスの果実)
- 1941 Ware wa umi no ko (われは海の子)
- 1944 Waga sayuki (我が西遊記)
- 1946 Ai no tegami (愛の手紙)
- 1949 Ai to nikushimi no kizu ni (愛と憎しみの傷に)
- 1949 Chikashitsu kara (地下室から)
- 1949 Sayonara (さようなら)
- 1950 Uso (嘘)
- 1950 Tanaka Eikō senshū (田中英光選集), ausgewählte Werke in 2 Bänden
- 1964–65 Tanaka Eikō zenshū (田中英光全集), Gesamtausgabe in 11 Bänden
- 1992 Sakura / ai to seishun to seikatsu (桜・愛と青春と生活)
- 1994 Shi-Dazai Osamu (師太宰治)